# Hl. Herz Jesu (Neuhaus/Oste)

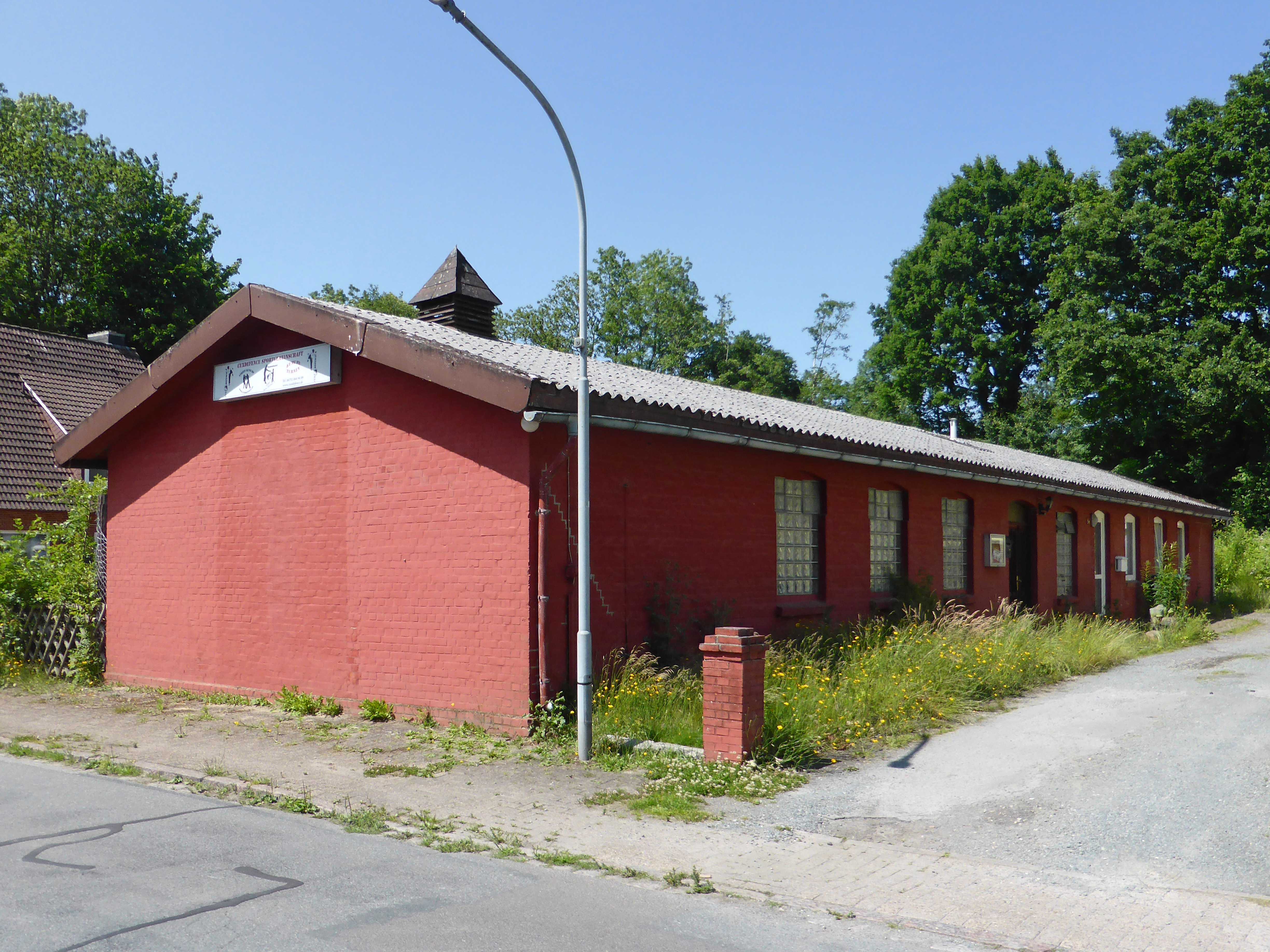
Ehemalige Kapelle (2025)

Hl. Herz Jesu war die katholische Kapelle in Neuhaus (Oste), einem Flecken im Landkreis Cuxhaven im Norden von Niedersachsen. Die nach dem Heiligsten Herzen Jesu benannte Kapelle gehörte zuletzt zur Pfarrgemeinde Heilig Kreuz mit Sitz in Otterndorf und war das östlichste Gotteshaus im Dekanat Bremerhaven des Bistums Hildesheim.

## Geschichte
Durch die Einführung der Reformation wurden die Einwohner von Neuhaus lutherisch. Erst nach dem Zweiten Weltkrieg entstand in Neuhaus wieder eine kleine katholische Gemeinde, nachdem durch die Flucht und Vertreibung Deutscher aus Mittel- und Osteuropa wieder Katholiken nach Neuhaus gezogen waren. 1957 hatte die katholische Gemeinde rund 150 Mitglieder.
An ein Gebäude, in dem bis zum Ende des Zweiten Weltkriegs eine Strumpffabrik untergebracht war, wurde eine Wohnung für einen Pfarrer angebaut, und Neuhaus wurde Sitz einer Pfarrvikarie. 1960 wurde die in dem Gebäude eingerichtete Kapelle geweiht. 1964 folgte der Bau eines neuen Pfarrhauses, und die Umgestaltung der bisherigen Pfarrwohnung zu einer Begegnungsstätte. 1981 wurde die Pfarrvikarie der Pfarrgemeinde Heilig Kreuz angeschlossen. 2004 zog in die Räumlichkeiten der ehemaligen Begegnungsstätte ein kommunales Jugendzentrum ein. Am 28. Juni 2013 erfolgte die Profanierung der Kapelle durch Bischof Norbert Trelle, heute wird das Gebäude profan genutzt.

## Lage, Architektur und Ausstattung
Die Kapelle stand auf dem Grundstück Bülsdorfer Straße 6, in rund 2 Meter Höhe über dem Meeresspiegel. Sie war im barackenförmigen Gebäude einer ehemaligen Strumpffabrik errichtet worden. Das Satteldach trug einen kleinen Dachreiter, ein großes Kreuz war außen an der straßenseitigen Giebelwand angebracht.